# Bikekneno
Bikekneno is een bestuurslaag in het regentschap Timor Tengah Selatan van de provincie Oost-Nusa Tenggara, Indonesië. Bikekneno telt 811 inwoners (volkstelling 2010).